# Anneliese Triller
Anneliese Klara Triller, Geburtsname Birch-Hirschfeld (* 11. August 1903 in Leipzig; † 15. April 1998 in Bonn) war eine deutsche Historikerin und Archivarin.

## Leben
Anneliese Birch-Hirschfeld wurde 1903 als Tochter des Augenarztes Professor Arthur Birch-Hirschfeld und dessen Ehefrau Anna (1873–1948), geborene Hoeller, geboren. Ihr Großvater väterlicherseits war der Pathologe Felix Victor Birch-Hirschfeld. Der Vater folgte 1915 dem Ruf der Albertus-Universität auf den Lehrstuhl für Ophthalmologie, und die Familie zog nach Königsberg um. Die Tochter besuchte zunächst die örtliche Königin-Luise-Schule und studierte Geschichte, Latein, Romanistik und Germanistik in Leipzig, Bonn und Königsberg. Im Jahr 1924 konvertierte sie zum Katholizismus, bildete sich 1931/32 in Berlin-Dahlem zur Archivarin fort, forschte über die Geschichte des Bistums Ermland und wurde 1931 in Königsberg mit der Dissertation Geschichte des Kollegiatstiftes in Guttstadt 1341–1811 zur Doktorin der Philosophie promoviert. Im Anschluss absolvierte sie ein halbjähriges Praktikum in Königsberg und wurde im Preußischen Staatsarchiv Königsberg angestellt. Im Oktober 1933 ernannte sie der Bischof Maximilian Kaller zur Leiterin des Diözesanarchivs in Frauenburg. Sie war die erste Frau in Stellung einer Diözesanarchivarin. Im Oktober 1941 heiratete sie den Slawisten Alfons Triller (1904–1986). Die Eheleute führten den Familiennamen „Triller“ und hatten vier Kinder.
Im Zuge der Flucht und Vertreibung Deutscher aus Mittel- und Osteuropa 1945 verließ die Familie Triller das Ermland und kam nach einigen Stationen, Königstein/Taunus, Beienrode bei Königslutter, in Bonn an. Nach Kriegsende wurde sie bei Bernhard Stasiewski angestellt und wirkte beim Jahrbuch Preußenland mit. Ab 1930 war sie Mitglied beim Historischen Verein für Ermland, von 1956 bis 1989 dessen stellvertretende Vorsitzende und nach 1967 Ehrenvorsitzende. Kernstück ihrer Arbeit war, die Geschichte und Kultur des Ermlands und die Kirchengeschichte Ost- und Westpreußens zu erarbeiten und darzustellen. In Anerkennung ihrer Leistungen und Verdienste wurde ihr 1974 das Verdienstkreuz am Bande der Bundesrepublik Deutschland verliehen und 1979 der Orden Pro Ecclesia et Pontifice überreicht. Zudem beschäftigte sich Anneliese Triller mit der Ahnenforschung und mit Persönlichkeiten aus Westpreußen sowie dem Ermland.

## Auszeichnungen
- 1979: Pro Ecclesia et Pontifice
- 1974 Verdienstkreuz am Bande der Bundesrepublik Deutschland

## Schriften (Auswahl)
- Geschichte des Kollegiatstiftes in Guttstadt 1341–1811. Ein Beitrag zur Geschichte des Ermlandes. Zugleich Dissertation; Albertus-Universität, Königsberg 1931, Verlag Braunsberg 1931, 129 Seiten.
- Bauernlisten aus dem Fürstbistum Ermland von 1660 und 1688. In:  Zeitschrift für die Geschichte und Altertumskunde Ermlands. Band 26, Heft 79. Frauenburg 1936. Zugang zum Digitalisat.
- Nothgottes im Rheingau. Frauenseelsorgeamt Diözese Limburg (Hrsg.), Pallottiner, Limburg 1954. OCLC 614952442
- mit Jörg Füchtner: Das Abschriftenbuch der Stadt Wipperfürth. Fredebeul und Koenen, Essen 1969.
- mit Rudolf Stampfuß: Geschichte der Stadt Dinslaken 1273–1973. Verlag Schmidt-Degener, Neustadt  (Aisch) 1973.

Als Mitwirkende / Herausgeberin
- mit Georg Matern: Das Rößeler Pfarrbuch. Aufzeichnungen der Kirchenväter an der Pfarrkirche zu Rößel in den Jahren 1442 bis 1614. Herder, Braunsberg 1937.
- mit Berthold Schön: Stadtbuch von Dinslaken. Dokumente zur Geschichte der Stadt von 1273 bis zum Ausgang des 17. Jahrhunderts. Verlag Ph. C. W. Schmidt, Degener, Neustadt (Aisch) 1959.
- Max Rohwerder: Historia residentiae Walcensis Societatis Jesu. Ab anno Domini 1618 avo. Geschichte der Jesuitenresidenz in Wałcz (Deutsch-Krone) 1618–1773 (= Forschungen und Quellen zur Kirchen- und Kulturgeschichte Ostdeutschlands. Band 4) . Verlag Böhlau, Köln 1967.
- Johannes Marienwerder: Liber de festis. Offenbarungen der Dorothea von Montau (= Forschungen und Quellen zur Kirchen- und Kulturgeschichte Ostdeutschlands. Bd. 25). Böhlau, Köln 1992, ISBN 978-3-412-04891-4.